# David Hunt (cầu thủ bóng đá, sinh năm 1980)
David Hunt (sinh ngày 5 tháng 3 năm 1980) là một cựu cầu thủ bóng đá người Anh thi đấu ở vị trí hậu vệ biên ở Football League cho Darlington và ở bóng đá non-league cho Durham City.
Hunt sinh ra ở Durham. Anh ra mắt cho Darlington lúc 16 tuổi, vào ngày 22 tháng 2 năm 1997, khi vào sân ở cuối trận trong thất bại 3-2 trên sân khách trước Exeter City ở Division Three, và ở lại câu lạc bộ thêm 3 mùa giải mà không được thi đấu ở đội một nữa. Anh trải qua mùa giải 2000-01 với câu lạc bộ Northern League Durham City, nhưng lại bị gián đoạn bởi chấn thương.